# Pobórz (wieś w województwie łódzkim)
Pobórz – wieś w Polsce położona w województwie łódzkim, w powiecie kutnowskim, w gminie Oporów.
Wieś szlachecka Poborz położona była w drugiej połowie XVI wieku w powiecie gostynińskim ziemi gostynińskiej województwa rawskiego. W latach 1975–1998 miejscowość administracyjnie należała do województwa płockiego.

## Zabytki
Według rejestru zabytków Narodowego Instytutu Dziedzictwa na listę zabytków wpisane jest zespół dworski, XIX/XX w., nr rej.: 484 z 9.04.1979, składający się z drewnianego dworu i przyległego parku.